# Adressbok (datorprogram)
Adressbok, på engelska Contacts, är ett program från Apple Computer som ingår i Mac OS. Syftet med programmet är att hålla ordning på kontaktuppgifter som telefonnummer, e-postadress och så vidare. Uppgifterna i Adressbok kan även användas i andra program som Ical och Ichat. Via bluetooth kan Adressboken få mobiltelefoner att ringa upp inlagda telefonnummer, och dessa kan även överföras till mobilen via Isync.
Senaste version är 4.1.